# Ibanez Ghostrider

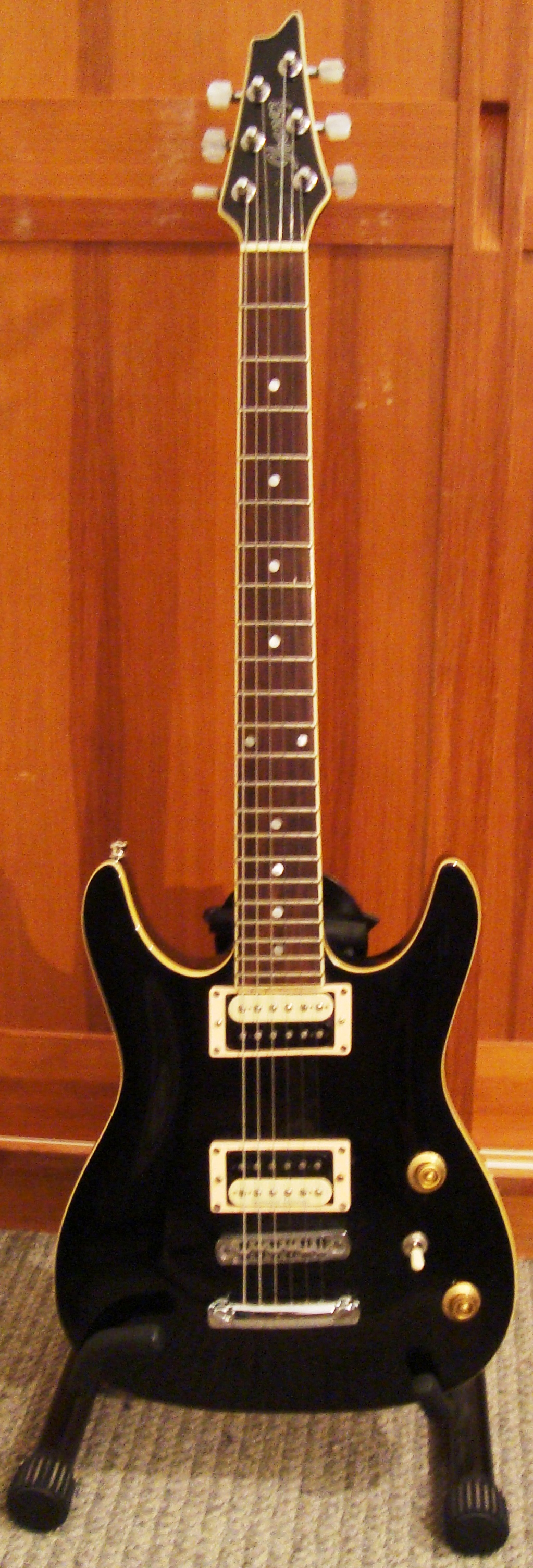
Ibanez Ghostrider GR320

Die Ibanez Ghostrider ist eine E-Gitarren-Serie des japanischen Herstellers Ibanez. Die Serie besteht aus drei Modellen und ist ein Abkömmling der bekannten Ibanez Artist-Modelle der 1970er Jahre. Produziert wurden sie zwischen 1994 und 1996. Die Ghostrider hat jedoch einen schmaleren, leichteren Korpus aus Erlenholz. Der Hals des Modells hat die gleiche Länge wie die Gitarrenhälse der Artist-Serie, ist jedoch etwas flacher. Die Mensur der Ghostrider misst 24,75 Zoll. Alle Modelle der Reihe sind mit zwei elektromagnetischen Tonabnehmern ausgestattet.

## Modelle

### GR320
Der Korpus der GR320 hat eine flache Decke und weist Konturen auf Vorder- und Rückseite auf. Der leistungsstärkere der beiden doppelspuligen Tonabnehmer (englisch: Humbucker) ist am Steg des Modells eingebaut. Dies führt zusammen mit dem eingeleimten Hals zu einem druckvollen, abgerundeten Klang. Das Modell hat je einen Korpuseinschnitt auf beiden Seiten des Halses (engl.: Cutaways), ein Griffbrett aus Palisander mit 22 Bünden und eingelegten Bundmarkierern in Punktform. Die Elektronik besteht aus zwei Potentiometern mit Drehknöpfen – Lautstärkeregler und Klangregler – einem Kippschalter für die Tonabnehmer und einer Buchse für den Klinkenstecker eines Gitarrenkabels.

### GR520
Die geschnitzte Decke der GR520 führt zu mehr Brillanz des Tons. Des Weiteren hat das Modell im Griffbrett rechteckige Intarsien (engl.: Block inlays) und eine Sunburst-Korpuslackierung. Die GR520 hat dieselbe Elektronik wie die GR320.

### GR220
Das Modell GR220 hat zwei Tonabnehmer in Einzelspulenbauweise (engl.: Single Coil) des Typs P-90.